# World Central Kitchen
World Central Kitchen (WCK) és una organització no governamental dedicada a proporcionar àpats en situacions de desastres,  naturals o no, fundada el 2010 pel cuiner José Andrés. El seu mètode d'operacions és ser la primera en donar resposta i col·laborar amb xefs locals per solucionar problemes d’alimentació just després d'una catàstrofe. A Catalunya, el 2020 actuava des de Terrassa liderada pel xef Carles Tejedor. Des de la seva fundació ha organitzat àpats, entre d'altres llocs, a Puerto Rico, Haití, República Dominicana, Nicaragua, Zàmbia, Perú, Cuba, Uganda, Bahames i Cambodja. José Andrés va guanyar el 2018 el premi James Bears de la Fundació per l'Humanitari de l'Any per la seva feina amb WCK,  i va ser anomenat per Time com una de les 100 persones més influents del món.

## Controvèrsia amb Israel
El 30 de novembre de 2024 el govern israelià va emetre un comunicat en el que afirmava haver matat un treballador de World Central Kitchen al qual acusava de participar en l'atac liderat per Hamàs que va iniciar la guerra a Gaza el 2023, en la segona onada de l’exèrcit israelià per matar treballadors afiliats al grup d'ajuda.
La portaveu de WCK Linda Roth va dir que tres dels seus contractistes havien mort en un atac aeri israelià contra un vehicle. En un comunicat, l’ONG va assegurar que "no tenia coneixement que cap individu del vehicle tingués cap vincle" amb l'atac liderat per Hamàs. "No tenim cap constància que cap membre de l'equip de WCK hagi estat afiliat a Hamàs," va dir en un correu electrònic a The New York Times.
L'exèrcit israelià es va negar a comentar sobre els altres dos treballadors que WCK va informar que van ser assassinats. L’ONG va dir que  aturava les seves operacions a Gaza, on hi ha una crisi humanitària greu per a uns dos milions de persones. L'organització va prendre una acció similar a l'abril, després que set dels seus treballadors van morir en un atac aeri israelià.